# Rainer Kloubert
Rainer Kloubert (* 1944 in Aachen) ist ein deutscher Sinologe, Manager und Schriftsteller.

## Leben
Kloubert studierte in Freiburg, Tübingen, Hongkong und Taiwan Rechtswissenschaften und Sinologie.
Er ging in den siebziger Jahren in die Republik China, arbeitete dort u. a. als Sprachlehrer an der Militärakademie in Taiwan, war Dolmetscher bei einem chinesischen Wanderzirkus und Anwalt in Taipeh. 1979 zog er dann in die Volksrepublik China und heiratete eine Chinesin. In Peking war er zunächst als Universitätslektor, dann als Repräsentant des deutschen Unternehmens Klöckner-Humboldt-Deutz tätig. Im Jahr 1993 stieg er zum Chinachef von Bosch auf. Nach Querelen um die richtige Chinastrategie des Konzerns schied er 2001 aus und wurde Schriftsteller. Seine Erfahrungen verarbeitete Kloubert in dem Roman Der Quereinsteiger, ein bissiges Sittengemälde von deutschen Managern und ihrer zum Teil komischen Versuche, sich in China zurechtzufinden.
Zu seinen literarischen Veröffentlichungen zählen neben Gedichten und Erzählungen vor allem Romane. 2007 erschien mit Kernbeißer und Kreuzschnäbel ein Sittenbericht aus dem alten China im Elfenbein Verlag. Sein erster historischer Roman, Roons letzter Flug (2009), erzählt eine Geschichte aus dem Shanghai der Jahre vor dem Ersten Weltkrieg.
Mit Peitaiho, Yuanmingyuan und Peking hat Kloubert eine großangelegte China-Trilogie vorgelegt, die einen an C. W. Cerams Götter, Gräber und Gelehrte erinnernden Ansatz verfolgt, die jüngere chinesische Geschichte über archäologische Funde und den über sie überlieferten „Geschichten“ in unterhaltsamem Erzählton darzustellen. Der Historiker Jürgen Osterhammel beurteilte Klouberts Projekt in der Frankfurter Allgemeinen Zeitung als „Pioniertat und Lesegenuss“.
Sein Erzählband Vom fliegenden Robert versammelt Geschichten aus dem Fernen Osten aus der Zeit um 1900, deren Einzelepisoden historische Figuren als Ausgangspunkt benutzen und auf tatsächlichen Begebenheiten beruhen.
In dem Band Warlords (2023) über die Zeit des chinesischen Bürgerkriegs, den die F.A.Z. ein „Bildungserlebnis ersten Ranges“ nennt,  widmet sich Kloubert insbesondere dem mandschurischen Kriegsherrn Zhang Xueliang, dem „Jungen Marschall“, der mit Mao Zedong, Zhou Enlai und Chiang Kai-shek die Geschicke Chinas nach dem Zusammenbruch der Mandschu-Dynastie (1912) maßgeblich mitbestimmte.

## Werke
- Selbstmord ohne Hut. Dreizehn Shanghai-Moritaten. Heidelberg: Elfenbein Verlag, 1998. ISBN 978-3-932245-23-7.
- Mandschurische Fluchten. Roman. Heidelberg: Elfenbein Verlag, 2000. ISBN 978-3-932245-33-6.
- Der Quereinsteiger. Roman. Berlin: Elfenbein Verlag, 2003 (3. Aufl. 2004). ISBN 978-3-932245-61-9.[4]
- Kernbeißer und Kreuzschnäbel. Ein Sittenbild aus dem alten Peking. Berlin: Elfenbein Verlag, 2007. ISBN 978-3-932245-81-7.
- Angestellte. Roman. Berlin: Elfenbein Verlag, 2008. ISBN 978-3-932245-91-6.[5]
- Roons letzter Flug. Roman. Berlin: Elfenbein Verlag, 2009. ISBN 978-3-941184-00-8.
- Peitaiho. Großer chinesischer Raritätenkasten. Mit Fußnoten. Berlin: Elfenbein Verlag, 2012. ISBN 978-3-941184-12-1.
- Yuanmingyuan. Spuren einer Zerstörung. Berlin: Elfenbein Verlag, 2013. ISBN 978-3-941184-20-6.
- Peking. Verlorene Stadt. Berlin: Elfenbein Verlag, 2016. ISBN 978-3-941184-51-0.
- Vom fliegenden Robert. Einunddreißig Geschichten aus dem Fernen Osten. Berlin: Elfenbein Verlag, 2018. ISBN 978-3-96160-000-7.
- Kernbeißer und Kreuzschnäbel. Ein Sittenbild aus dem alten Peking. Grundlegend erweiterte, illustrierte und mit einem Glossar versehene Ausgabe. Berlin: Elfenbein Verlag, 2020. ISBN 978-3-96160-035-9.
- Warlords. Ein Bilderbogen aus dem chinesischen Bürgerkrieg. Berlin: Elfenbein Verlag, 2023. ISBN 978-3-96160-077-9.